# 八雲町 (名古屋市)
八雲町（やくもちょう）は、愛知県名古屋市昭和区および千種区の地名。丁目の設定はない。住居表示未実施。
町の新設時に「名古屋市告示第百九十號」では「ヤクモチヤウ」とルビが振られた一方、愛知県の「告示第千三十九號」では「ヤグモチヤウ」と振られた。その結果両方の読みが見られ、「角川日本地名大辞典」編纂委員会 (1989)や名古屋市計画局 (1992)は「やくもちょう」の読みを採用する一方、名古屋市交通局は八雲町停留所の読みを「やぐもちょう」としている。

## 地理
名古屋市昭和区東部に位置する。東は山手通、南は山里町、西は楽園町、北東は千種区に接する。また、千種区八雲町は区南端に位置し、東は山手通、南は昭和区、北は宮東町に接する。

## 歴史
- 1934年（昭和9年）10月1日 - 中区広路町字志賀山、字半右衛門山、字八田山、字仁座山、字北山の各一部により、同区八雲町として成立[7][8]。
- 1937年（昭和12年）10月1日 - 昭和区成立に伴い、同区八雲町となる[1]。
- 1964年（昭和39年）5月1日 - 一部が千種区に編入され、同区八雲町となる[1]。

## 世帯数と人口
2019年（平成31年）1月1日現在の世帯数と人口は以下の通りである。
| 区     | 町丁   | 世帯数  | 人口  |
| ------ | ------ | ------- | ----- |
| 昭和区 | 八雲町 | 312世帯 | 566人 |

### 人口の変遷
国勢調査による人口の推移
| 1950年（昭和25年） | 21人  | [ 9 ]      |  |
| 1955年（昭和30年） | 20人  | [ 9 ]      |  |
| 1960年（昭和35年） | 215人 | [ 10 ]     |  |
| 1965年（昭和40年） | 535人 | [ 10 ]     |  |
| 1970年（昭和45年） | 756人 | [ 11 ]     |  |
| 1975年（昭和50年） | 742人 | [ 11 ]     |  |
| 1980年（昭和55年） | 811人 | [ 12 ]     |  |
| 1985年（昭和60年） | 761人 | [ 12 ]     |  |
| 1990年（平成2年）  | 741人 | [ 13 ]     |  |
| 1995年（平成7年）  | 665人 | [ 14 ]     |  |
| 2000年（平成12年） | 719人 | [ WEB 7 ]  |  |
| 2005年（平成17年） | 739人 | [ WEB 8 ]  |  |
| 2010年（平成22年） | 653人 | [ WEB 9 ]  |  |
| 2015年（平成27年） | 640人 | [ WEB 10 ] |  |

## 学区
市立小・中学校に通う場合、学校等は以下の通りとなる。また、公立高等学校に通う場合の学区は以下の通りとなる。
| 区     | 番・番地等 | 小学校               | 中学校               | 高等学校 |
| ------ | ---------- | -------------------- | -------------------- | -------- |
| 昭和区 | 全域       | 名古屋市立伊勝小学校 | 名古屋市立川名中学校 | 尾張学区 |

## 施設
- 南山大学[5]
  - 南山大学グラウンド[5]
  - 神言神学院[5]
- 名古屋大学法学部[6]
- 日本アライアンス教団名古屋キリスト教会

## その他

### 日本郵便
- 集配担当する郵便局は以下の通りである[WEB 13]。

| 区     | 町丁   | 郵便番号 | 郵便局     |
| ------ | ------ | -------- | ---------- |
| 昭和区 | 八雲町 | 466-0823 | 昭和郵便局 |
| 千種区 | 八雲町 | 464-0000 | 千種郵便局 |

### WEB
1. 1 2  “愛知県名古屋市昭和区の町丁・字一覧”.   人口統計ラボ. 2016年2月12日閲覧。
2. 1 2  “町・丁目(大字)別、年齢(10歳階級)別公簿人口(全市・区別)”.   名古屋市 (2019年1月23日). 2019年1月23日閲覧。
3. 1 2  “郵便番号”.  日本郵便. 2019年1月6日閲覧。
4. 1 2  “郵便番号”.  日本郵便. 2019年1月6日閲覧。
5. ↑  “市外局番の一覧”.   総務省. 2019年1月6日閲覧。
6. ↑  名古屋市役所市民経済局地域振興部住民課町名表示係 (2015年10月21日). “昭和区の町名一覧”.   名古屋市. 2016年1月29日閲覧。
7. ↑  名古屋市役所総務局企画部統計課統計係 (2005年7月1日). “（刊行物）名古屋の町(大字)・丁目別人口 (平成12年国勢調査) 昭和区” (xls). 2015年10月15日閲覧。
8. ↑  名古屋市役所総務局企画部統計課統計係 (2007年6月27日). “（刊行物）名古屋の町(大字)・丁目別人口 (平成17年国勢調査) (7)昭和区(第1表から第3表）” (xls). 2015年10月15日閲覧。
9. ↑  名古屋市役所総務局企画部統計課統計係 (2012年4月22日). “（刊行物）名古屋の町(大字)・丁目別人口 (平成22年国勢調査) (7)昭和区(第1表から第3表）” (xls). 2015年10月15日閲覧。
10. ↑  名古屋市役所総務局企画部統計課統計係 (2016年3月31日). “（刊行物）名古屋の町(大字)・丁目別人口 (平成27年国勢調査) (7)昭和区(第1表から第3表）” (xls). 2016年7月28日閲覧。
11. ↑  “市立小・中学校の通学区域一覧”.   名古屋市 (2018年11月10日). 2019年1月14日閲覧。
12. ↑  “平成29年度以降の愛知県公立高等学校（全日制課程）入学者選抜における通学区域並びに群及びグループ分け案について”.   愛知県教育委員会 (2015年2月16日). 2019年1月14日閲覧。
13. ↑  郵便番号簿 平成29年度版 - 日本郵便. 2019年01月06日閲覧 (PDF)

### 書籍
1. 1 2 3  名古屋市計画局 1992, p. 793.
2. ↑  「角川日本地名大辞典」編纂委員会 1989, p. 1347.
3. ↑  名古屋市計画局 1992, p. 368.
4. ↑  “八雲町”.   名古屋市交通局. 2022年8月14日閲覧。
5. 1 2 3 4 5  「角川日本地名大辞典」編纂委員会 1989, p. 1461.
6. 1 2  「角川日本地名大辞典」編纂委員会 1989, p. 1471.
7. ↑  「昭和九年 名古屋市告示第百九十號」
8. ↑  「昭和九年 愛知縣 告示第千三十九號」
9. 1 2  名古屋市総務局企画室統計課 1957, p. 82.
10. 1 2  名古屋市総務局企画部統計課 1967, p. 76.
11. 1 2  名古屋市総務局統計課 1977, p. 51.
12. 1 2  名古屋市総務局統計課 1986, p. 69.
13. ↑  名古屋市総務局企画部統計課 1991, p. 38.
14. ↑  名古屋市総務局企画部統計課 1996, p. 102.

### 統計資料
- 名古屋市総務局企画室統計課 編『昭和31年版 名古屋市統計年鑑』名古屋市、1957年。
- 名古屋市総務局企画部統計課 編『昭和41年版 名古屋市統計年鑑』名古屋市、1967年。
- 名古屋市総務局統計課 編『昭和51年版 名古屋市統計年鑑』名古屋市、1977年。
- 名古屋市総務局統計課 編『昭和60年国勢調査 名古屋の町・丁目別人口（昭和60年10月1日現在）』名古屋市役所、1986年。
- 名古屋市総務局企画部統計課 編『平成2年国勢調査 名古屋の町（大字）別・年齢別人口（平成2年10月1日現在）』名古屋市役所、1994年。
- 名古屋市総務局企画部統計課 編『平成7年国勢調査 名古屋の町（大字）・丁目別人口（平成7年10月1日現在）』名古屋市役所、1996年。